# Rule Markup Language
Rule Markup Language、RuleMLとは、Rule Markup Initiative が定義したマークアップ言語であり、前方(ボトムアップ)ルールも後方(トップダウン)ルールも記述でき、推論や書き換えや変換が可能な言語である。
RuleML標準化の背景には、ビジネスルールに関するニーズの高まりがある。公的なルールであれ、企業内のルールであれ、アプリケーションを利用する際にはそれらを守らなければならない。これまでは、ルールをアプリケーション内に実装することで対応してきたが、これではルールの改変に対して個々のアプリケーションを修正する必要が生じる。これを解決するため、ルールの記述方法を標準化し、各アプリケーションがそれを参照することで変更に即座に対応できるようにするのがRuleMLの考え方である。ビジネスルールの研究や啓蒙活動は Business Rules Group (BRG) という業界団体が中心となって行われてきた。
一方、RuleMLは分散システムやWeb上でルールを使うことを前提としたXMLベースの言語であり、知識ベースに関連した人工知能技術をWeb上で使うことを意図している。RuleMLは、既存の言語や方法論、ツールを協調させるためのメタ言語である。